# 库尔吉
库尔吉（法語：Courgis）是法国勃艮第-弗朗什-孔泰大区约讷省的一个市镇，位于该省中部偏东南，属于欧塞尔区。该市镇2009年时的人口为257人。

## 人口
库尔吉人口变化图示
| 数据来源：INSEE |